# Hieracium johnsenii
Hieracium johnsenii es una especie de planta con flor del género Hieracium, de la familia Asteraceae, orden Asterales.

## Distribución
Hieracium johnsenii se distribuye por Noruega.

## Taxonomía
Fue descrita científicamente por Omang.
Tratamiento taxonómico
La especie aparece registrada y publicada en Vid.-Selsk. Skr., Kristiania, Mat. Nat.